# غابات هربان المطيرة

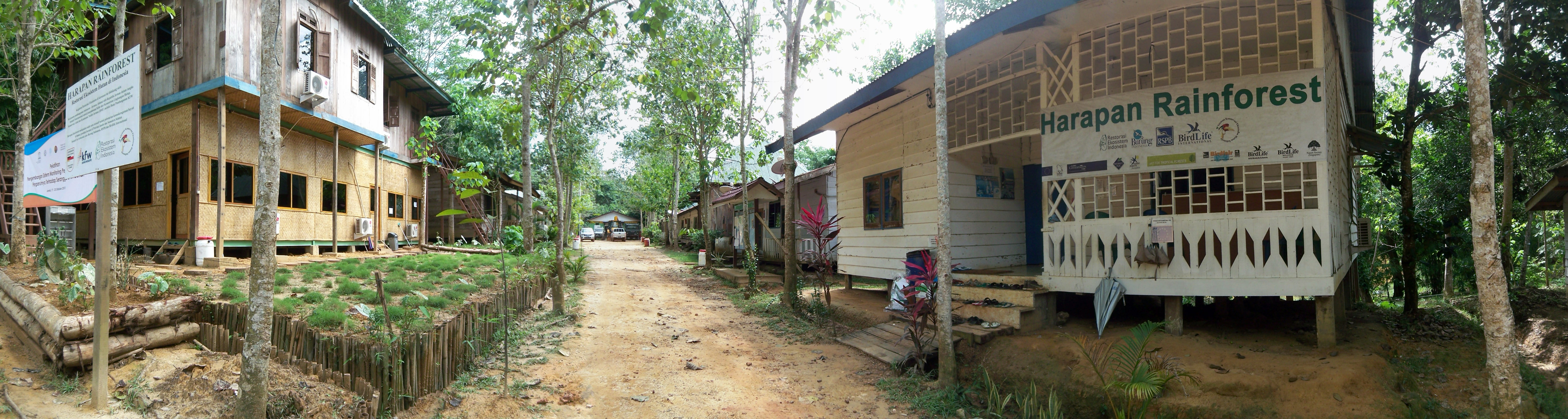
مخيم في غابات هربان المطيرة

غابات هربان المطيرة هي غابات تقع على مساحة 98.555 هكتار من الغابات المطيرة في مقاطعة جمبي سومطرة، إندونيسيا. تقوم الجمعية الملكية البريطانية لحماية الطيور بحملة لزراعة مليون شجرة جديدة لتجديد الغابة بسبب الحياة البرية الغنية التي هي عرضة لصناعة قطع الأشجار.

## النباتات والحيوانات
على الرغم من تسجيلها بشكل انتقائي في السبعينيات، لا تزال الغابة تعتبر من بين أكثر الغابات في التنوع البيولوجي على كوكب الأرض، حيث تحتوي على حوالي 20٪ من غابات الأراضي المنخفضة المتبقية في سومطرة. يوفر الموئل موطن لأكثر من 300 نوع من الطيور، بما في ذلك نوع ببر سومطري المهددة بالانقراض والفيل السومطري.

## المحافظة
تتم إدارة غابات هربان المطيرة بموجب ترخيص مدته 95 عامًا بواسطة مجموعة من المنظمات غير الحكومية التي تضم منظمة الحفاظ على الطيور وموائلها وجمعية الطيور العالمية.

## التهديدات
تعتبر المجموعات البيئية طريقًا سريعًا مقترحًا بطول 51 كم وعرض 50 مترًا عبر المنطقة مما سيمكن 850 شاحنة محملة بالفحم من المرور يوميًا كتهديد رئيسي للحياة البرية. سيزيل الاقتراح ما يقدر بنحو 154 هكتارًا من الغابات المطيرة، وسيسهل وصول الصيادين وقطع الأشجار غير القانونيين وسيفكك موطن نمور سومطرة. تحويل الحائزين الصغار للغابة إلى نخيل الزيت هو تهديد رئيسي آخر للغابة وأهداف استعادة النظام البيئي.